# Gruppetto (cyclisme)
Pour l’article homonyme, voir Gruppetto.

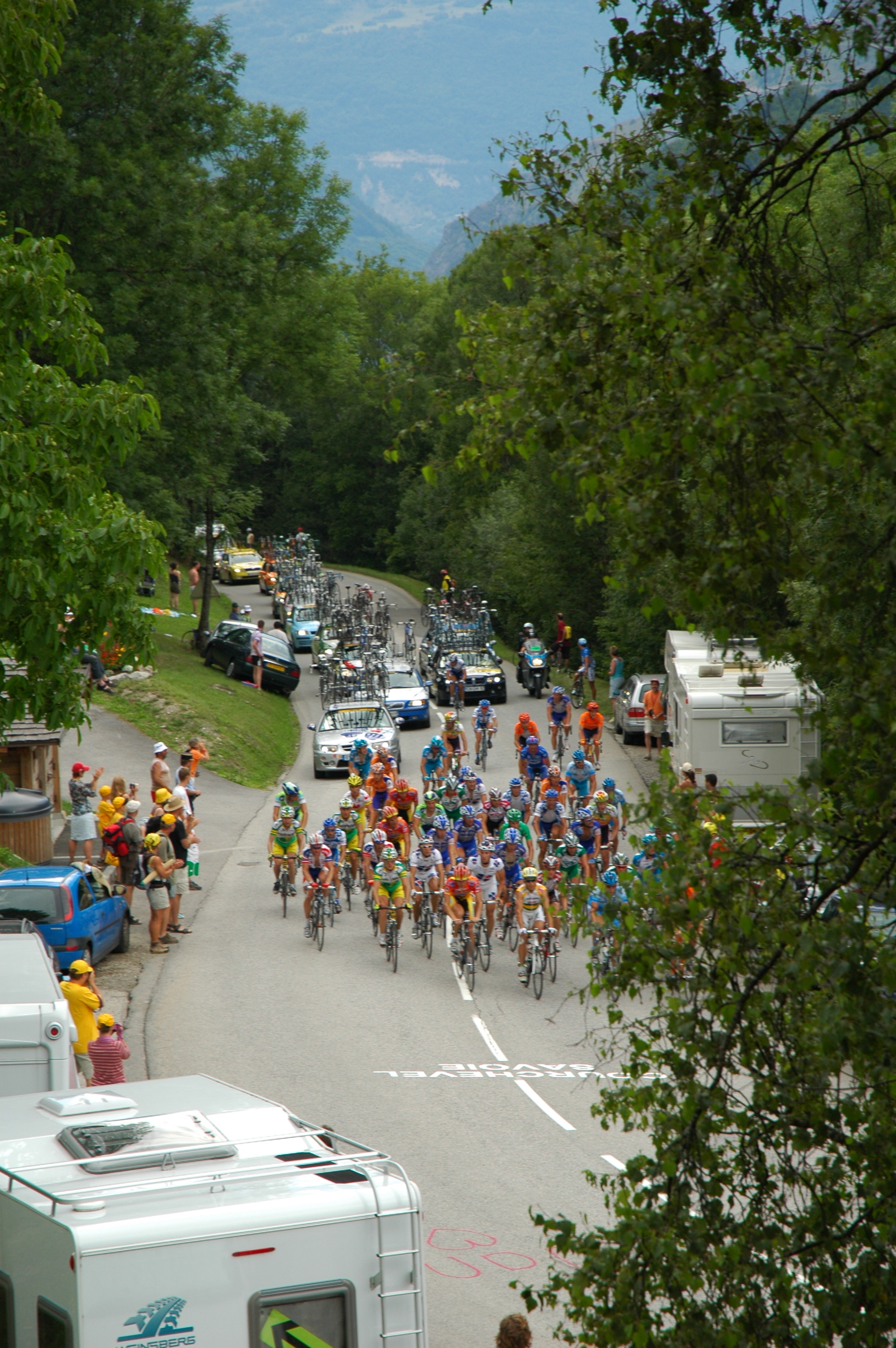
Un gruppetto avec le maillot vert lors de la 10e étape du Tour de France 2005

Le gruppetto (petit groupe en italien), parfois orthographié groupetto, désigne, dans le jargon francophone des coureurs cyclistes sur route, un groupe de coureurs lâchés (en montagne le plus souvent) par le gros du peloton. Ainsi, ce groupe effectuera les ascensions sur un rythme modéré de sorte que tous les coureurs qui le composent ou presque puissent suivre, puis enchaînera les descentes et les parties plus faciles sur un rythme plus élevé, le but étant de rejoindre l'arrivée avant les délais d'élimination.
Ce terme italien, introduit en France au milieu des années 1990 et entendu d'abord à la télévision lors des retransmissions du Tour de France, a peu à peu remplacé le terme d'« autobus » jadis utilisé. L'Italien Eros Poli, grand habitué de ces convois attardés, a notamment contribué à populariser cette appellation.
En général, les coureurs du gruppetto espèrent la mansuétude du jury des commissaires lorsque les délais sont légèrement dépassés. Ainsi, lors de la 18e étape du Tour de France 2011, 88 coureurs sont repêchés malgré deux minutes de dépassement, mais les sprinteurs perdent 20 points pour leur classement spécifique. Par contre, au terme de l'étape Chamonix-L'Alpe d'Huez du Tour 1977, trente coureurs, soit le tiers de ceux qui étaient au départ de l'étape, ont été éliminés pour être arrivés hors délais.
En Italie, « gruppetto » conserve sa définition première de « petit groupe » : un groupe d'échappés à l'avant de la course, par exemple sur le Tour d'Italie, sera donc aussi appelé gruppetto.